# 흰 소
《흰 소》는 대한민국의 서양화가인 이중섭이 1954년경에 그린 유화이다.
평소 소를 좋아했던 이중섭은 가끔 우직하고 성실한 소를 한국인의 성격에 빗대어 그렸다. 흰 소는 백의민족이었던 한국을 의미하고, 말라 피골이 상접해 있는 모습은 당시 6.25 전쟁 이후로 먹고 살기 힘들었던 상황을 표현한 것으로 해석된다.
이중섭이 소를 그리는 이유는 그가 추구하였던 작품의 소재는 소, 닭, 어린이, 가족 등이 가장 많았다. 그는 어릴 때부터 소를 좋아했다고 한다. 소를 보며 마음의 평화를 얻고, 소에선 순수한 조선의 냄새가 나기 때문에 소를 좋아했다고 한다. 이중섭 작가는 "소의 커다란 눈을 들여다보고 있으면 그저 행복했다."라고 말하기도 했다. 그는 스승 '임용련'으로부터 미술지도를 받고 나서부터 소를 본격적으로 그리기 시작했다. 소는 그가 마음의 평화를 찾을 수 있는 곳이었던 것이다.
현재 홍익대학교 박물관에 소장되어 있다.